# Zagubiona w Oz
Zagubiona w Oz (org. Lost in Oz) – amerykański serial animowany dla dzieci. Swobodna adaptacja powieści Czarnoksiężnik z Krainy Oz L. Franka Bauma.

## Treść
Dorotka Gale i jej pies, omyłkowo wywołują magiczne tornado, które porywa ich do magicznej krainy Oz.

## Oryginalny dubbing
- Ashley Boettcher – Dorotka E. Gale
- Nika Futterman – West
- Jorge Diaz – Ojo
- Chris Cox – Toto
- Alexander Polinsky – Fitz
- Keith Ferguson – Tchórzliwy Lew
- Stephen Stanton – Strach na Wróble
- Gina Gershon – księżniczka Langwidere
- Jennifer Hale – Glinda Dobra